# Boom!工作室

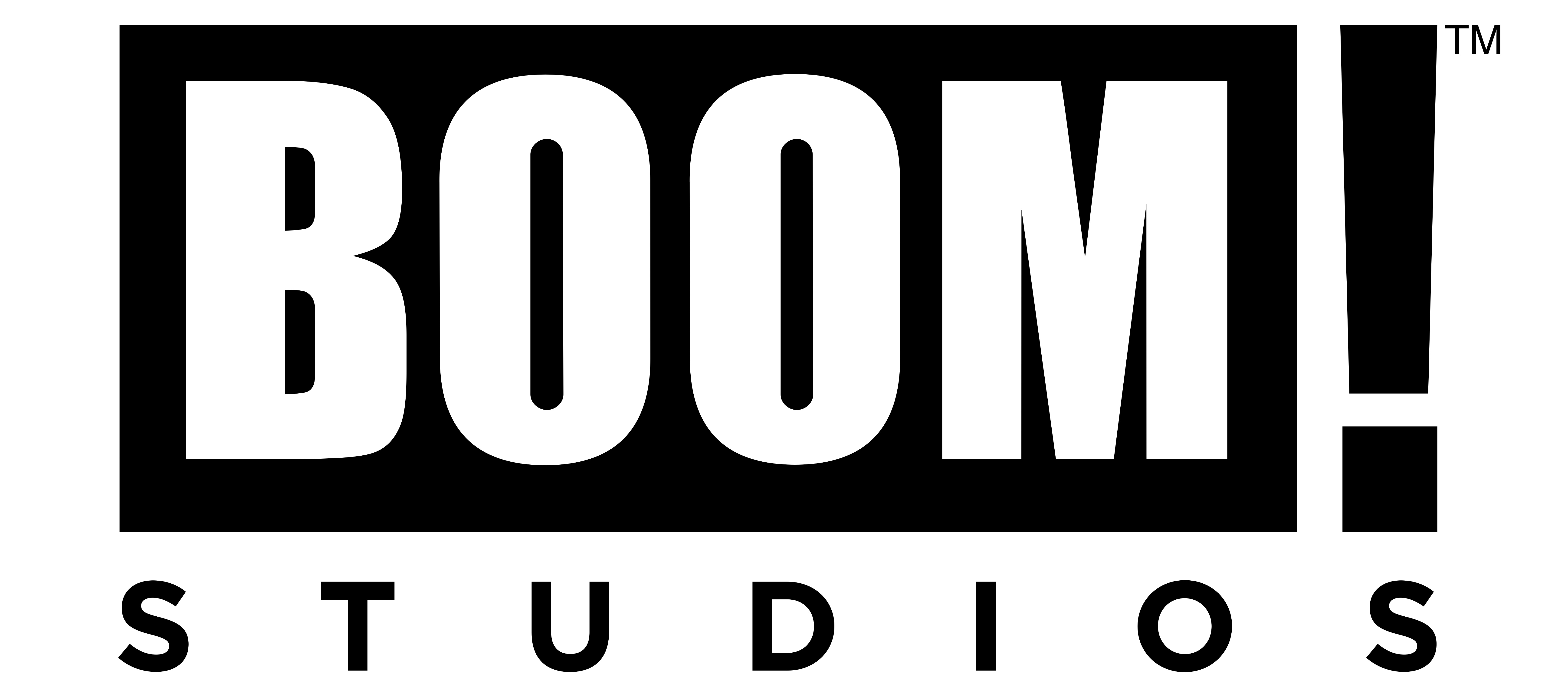
更新后的BOOM！图标，公平使用

Boom!工作室（BOOM! Studios）是美國漫畫和圖形小說出版商，總部設在美國加州洛杉磯。目前出版漫畫有《探險活寶》、《無懼勇士》、《花園牆外》和《史帝芬宇宙》等。
在2000年初期，羅斯·里奇（Ross Richie ）和安德魯·科斯比（Andrew Cosby）一直以製片人身份在好萊塢工作幫忙挑選漫畫書並改編成電影，但因工作不景而離開好萊塢開始了Boom!工作室。
在BOOM！之前，Richie和Cosby在2004年曾與Dave Elliott和Garry Leach短暫合作，恢復了1980年代漫畫出版社Atomeka Press。而在與Atomeka合作的時候，Richie與Keith Giffen和J.M.DeMatteis達成協議，發布他們的Hero Squared系列.。
BOOM！的第一本正式漫畫Zombie Tales於2005年6月29日出版。

## KaBOOM！
KaBOOM！最初為針對各年齡段讀者的“BOOM！Kids”系列。
當中包括了Roger Langridge從2011年到2012年間推出了12期的Snarked！系列，並獲得了艾斯納獎。新系列Abigail和the Snowman於2014年12月推出。
另外曾推出幾篇Pixar旗下作品的迷你故事，如超人特攻隊 、反斗車王 2、玩具奇兵、威．E、海底奇兵和怪獸公司。

## BOOM! Box
BOOM! Box為業餘作者的的實驗性漫畫為主，作品多以面向成人和孩子的先導漫畫，作品包括「非凡歲月」
。

## 外部連結
- 官方网站
- Boom! Studios at Comic Book Speculation & Investing（页面存档备份，存于）
- Michael Alan Nelson podcast interview at comiXology